# ووسلار
ووسلار (به لاتین: Vosselare) یک منطقهٔ مسکونی در بلژیک است که در نول واقع شده‌است.